# Challenger de Montevideo 2011
El  Uruguay Open 2011 es un torneo profesional de tenis que se disputa en cancha de polvo de ladrillo en la ciudad de Montevideo, Uruguay. Este torneo que hace parte del programa de ATP Challenger Series se disputó entre el 11 de noviembre y el 20 de noviembre de 2011 en el cuadro principal.

## Campeones
- Individuales masculinos:  Carlos Berlocq venció a  Máximo González, 6–2, 7–5

- Dobles masculinos:  Nikola Ćirić /  Goran Tošić vencieron a  Marcel Felder /  Diego Schwartzman, 7–6(7–5), 7–6(7–4)

## Cabezas de serie
| País                      | Jugador                | Ranking | Cabeza serie |
| ------------------------- | ---------------------- | ------- | ------------ |
| Bandera de Argentina      | Carlos Berlocq         | 65      | 1            |
| Bandera de Argentina      | Leonardo Mayer         | 81      | 2            |
| Bandera de Argentina      | Diego Junqueira        | 91      | 3            |
| Bandera de Brasil         | João Souza             | 101     | 4            |
| Bandera de Brasil         | Rogério Dutra da Silva | 122     | 5            |
| Bandera de Argentina      | Máximo González        | 131     | 6            |
| Bandera de Estados Unidos | Wayne Odesnik          | 132     | 7            |
| Bandera de Italia         | Alessandro Giannessi   | 136     | 8            |

- 1 Rankings del 7 de noviembre de 2011.

### Wild Cards
Los siguientes jugadores entran al cuadro principal como invitados:
- Martín Cuevas
- Tiago Fernandes
- Diego Hidalgo
- Nicolás Massú

### Clasificados
Los siguientes jugadores entran al cuadro principal tras disputar el cuadro de clasificación.
- Alejandro Fabbri
- Renzo Olivo
- Diego Schwartzman
- Agustín Velotti